# Panoramic (album)
Panoramic es el segundo y último álbum de estudio de la banda de post-grunge 32 Leaves de Arizona. Una versión alternativa de "Way Beyond" fue lanzada el 17 de diciembre de 2007 a iTunes y otros minoristas digitales. La nueva versión alternativa de "All Is Numb", lanzada alrededor de la misma época, no llegó a realizarse el corte.

## Listado de pistas
1. "Intro" – 0:27
2. "Protocol" – 2:51
3. "Disarray" – 2:42
4. "Way Beyond" – 3:54
5. "Sell My Fate" – 3:20
6. "Slave" – 3:37
7. "Sideways" – 3:21
8. "Human" – 3:51
9. "Erase All Memory" – 3:24
10. "Safe Haven" – 4:38
11. "Endless Shadows" – 4:02
12. "No Meaning" – 2:55
13. "Only Want to Mend" – 3:49

No lanzado
- All is Numb (versión nueva)